# Deux Enfoirés à Saint-Tropez
Pour les articles homonymes, voir Tropez.
Série Trilogie tropézienne
Les Branchés à Saint-Tropez
(1983) On se calme et on boit frais à Saint-Tropez
(1987)
Pour plus de détails, voir Fiche technique et Distribution.
Deux Enfoirés à Saint-Tropez est un film français de Max Pécas sorti en 1986. C'est le deuxième film de la « trilogie tropézienne » du réalisateur, après Les Branchés à Saint-Tropez et avant On se calme et on boit frais à Saint-Tropez.

## Synopsis
Le film débute par la sortie de prison de Paul, condamné à quatre mois de prison à la place de son ami Julius. Afin de changer les idées de Paul, Julius décide de l'emmener à Saint-Tropez. Les deux jeunes hommes "empruntent" au passage une voiture et font sur le trajet la connaissance d'une charmante auto-stoppeuse, Évelyne, dont Julius ne tarde pas à tomber amoureux. Pour Paul, l'amour resurgit sous la forme de son ancienne compagne Milka, aux bras d'un marchand d'art quelque peu désagréable dénommé Saedi. C'est alors qu'on propose à Paul et à Julius de subtiliser deux statuettes pré-colombiennes appartenant à Saedi, qui s'avère en fait être un escroc. Mais le larcin ne se déroulera pas forcément comme prévu par nos deux compères.

## Fiche technique
- Titre : Deux Enfoirés à Saint-Tropez
- Réalisation : Max Pécas
- Scénario : Marc Pécas et Max Pécas
- Production : Max Pécas, Imp.Ex.Ci., Les Films Jacques Leitienne, Les Films Tricolores, Les Films du Griffon
- Musique : Bob Brault
- Photographie : Jean-Claude Couty
- Montage : François Ceppi
- Durée : 87 minutes
- Pays :  France
- Langue : français
- Couleur
- Genre : comédie, érotique
- Date de sortie en France : 12 mars 1986

## Distribution
- Philippe Caroit : Julius
- Jean-Michel Noirey : Paul
- Caroline Tresca : Evelyne
- Lillemour Jonsson : Milka
- Denis Karvil : François
- Claude Bruna : Saedi
- Jean Vinci : M. Moretti
- Stéphanie Billat : Gustine
- Marie Daëms : Mme Erickson
- Gérard Croce : Fred
- Daniel Mitrecey : Franky
- Carole Keeper : Dorothée - la mère de Justine
- Bruno Dalbe
- Sophie Penn
- Sylvia Robbe